# پطروس کاجبرونی
پتروس کاجبرونی (ارمنی: Պետրոս Քաջբերունի؛ زادهٔ ۱۹۱۲ ) یک نویسنده ارمنستان بود.

## زندگی‌نامه
وی در ۱۹۱۲ در استان آغباک به دنیا آمد. یکی از نجات‌یافتگان نسل‌کشی ارمنی‌ها بود وی در ۱۹۸۷ به ایالات متحده مهاجرت کرد